# Graniczna Placówka Kontrolna Zawidów
Graniczna Placówka Kontrolna Zawidów
1. pododdział Wojsk Ochrony Pogranicza pełniący służbę na przejściu granicznym Zawidów - Habartice.
2. graniczna jednostka organizacyjna polskiej straży granicznej pełniący służbę na przejściu granicznym i realizująca zadania w ochronie granicy państwowej.

## Formowanie i zmiany organizacyjne
Sformowania w 1948 jako GPK OP Zawidów według etatu nr 7/52 o numerze 63 . W 1948 pododdział przekazany został do  Ministerstwa Bezpieczeństwa Publicznego.
W 1950, będąc w składzie 8 B WOP,  przeformowana na placówkę kolejowo drogową o etacie nr  96/23.
W 1952 placówka została włączona w etat 8 Brygady WOP nr 352/8. 
Z dniem 1.01.1960 rozformowano GPK Zawidów, a jej funkcję przejęła strażnica WOP Zawidów. Później odtworzono.
W 1991 ochronę granicy państwa przejęła nowo sformowana Straż Graniczna. Graniczna Placówka Kontrolna w Lubawce weszła w podporządkowanie Łużyckiego Oddziału Straży Granicznej.

## Dowódcy placówki
- kpt. Henryk Sobolewski (? – 1952)
- kpt. Władysław Jabłoński (1952 – ?)

Jarmoliński wymienia następujących dowódców placówki:
- por. Zbigniew Łuczaj
- por. Adam Bogucki
- kpt. Władysław Jabłoński
- por. Ryszard Skrzelewski
- por. Tadeusz Burchard
- mjr  Karolewski Czesław
- kpt. Piotr Kruk
- kpt. Jan Puzon
- kpt. Mikołaj Andrzejuk